# Furcraea acaulis
Furcraea acaulis là một loài thực vật có hoa trong họ Măng tây. Loài này được Bernd Ullrich định danh lại vào chi Furcraea trong năm 1992 theo các miêu tả cho loài Yucca acaulis của Carl Sigismund Kunth từ thế kỷ 19.